# تحالف 90/الخضر
تحالف 90/الخضر (بالألمانية: Bündnis 90/Die Grünen) أو ما يُطلق عليه الخضر للتبسيط هو حزب سياسي أخضر في ألمانيا تأسس في عام 1993 من اندماج الحزب الأخضر الألماني (تأسس في ألمانيا الغربية في 1980 واندمج مع الخضر الشرقيين في 1990) وتحالف 90 (تأسس خلال ثورة 1989–1990 في ألمانيا الشرقية). ركز الحزب على الاستدامة البيئية المناخية والاقتصادية والاجتماعية. منذ  2021 تشترك ريكاردا لانغ مع أوميد نوريبور  في قيادة الحزب. في الانتخابات الفيدرالية لعام ٢٠٢١ جاء الخضر في المركز الثالث بنسبة ١٤،٨% من الأصوات وإجمالي ١١٨ مقعدًا من أصل ٧٣٦ مقعدًا في البوندستاغ.

## الأسماء السابقة والتنوعات في الولايات
تأسس حزب الخضر أولًا في ألمانيا الغربية باسم دي جرونين (بالألمانية: Die Grünen، بمعنى: "الخضر") في يناير 1980. فقد خرج الحزب من رحم الحركات المناهضة للطاقة النووية والحركات البيئية وحركات السلام وحركات اليسار الجديد والحركات الاجتماعية الجديدة في نهاية القرن العشرين.
حملت بعض الفروع في ساكسونيا السفلى وبعض الولايات في جمهورية ألمانيا الاتحادية اسم القائمة الخضراء للحماية البيئية. تأسست تلك المجموعات في 1977 وشاركت في العديد من الانتخابات. اندمج غالبيتهم مع الخضر في 1980.
تأسس فرع الخضر في ولاية برلين الغربية في عام 1978 باسم القائمة البديلة أو على الأحرى القائمة البديلة للديمقراطية والحماية البيئية وأصبح الفرع الرسمي للخضر في برلين الغربية في عام 1980. في عام 1993 أُعيد تسميته بتحالف 90/الخضر في برلين بعد اندماجه مع الخضر في برلين الشرقية وتحالف 90.
سُمي فرع حزب الخضر في ولاية هامبورغ باسم قائمة البديل الأخضر منذ تأسيسه في 1982 وحتى 2012. في 1984 أصبح الفرع الرسمي للخضر في هامبورغ.

## التاريخ

### 12–13 يناير 1980: المؤتمر التأسيسي
في السبعينيات، نظم نشطاء البيئة والسلام أنفسهم سياسيًا في الآلاف من مجموعات العمل. تأسس حزب الخضر السياسي في 13 يناير 1980 في كارلسروه لتحصل تلك الحركة على التمثيل السياسي والبرلماني.
جاء التصدي للتلوث، واستخدام الطاقة النووية، والأعمال العسكرية لحلف الناتو، بالإضافة إلى جوانب معينة في المجتمع الصناعي في صدارة القضايا التي تبنتها حملاتهم.  نشأ الخضر من المبادرات المدنية والحركات الاجتماعية الجديدة لاحتجاجات 1968، ومن الطيف المحافظ أيضًا. كان من بين الشخصيات البارزة في السنوات الأولى بيترا كيلي وغيرت باستيان ولوكاس بيكمان ورودولف باهرو وجوزيف بايس وأنتجي فولمر ويوشكا فيشر وهيربيرت غرول وأوغسط هاوسلايتر ولويزه رينزر وديرك شنايدر وبريغيتي هاينريش ورولف شتولز وبالدور شبرينغمان.
في ذلك المؤتمر، وضع الخضر قواعدهم الأيديولوجية، معلنين عن الأركان الأربعة الشهيرة لحزب الخضر:
- العدالة الإجتماعية
- الحكمة البيئية
- الديمقراطية القاعدية
- اللاعنف

### الثمانينيات: التمثيل البرلماني على المستوى الفيدرالي
في عام 1982، انفصلت الفئات المحافظة في حزب الخضر لتكون الحزب البيئي الديمقراطي (ÖDP). كان أولئك الذين بقوا في حزب الخضر أكثر ميلًا إلى السلامية وضد القيود المفروضة على الهجرة والحقوق الإنجابية، بينما دعموا تقنين استخدام القنب، ووضعوا العمل على حقوق المثليين في صدارة أولوياتهم، واتجهوا للدفاع عما وصفوه بمبادئ «معاداة السلطوية» في تعليم الأطفال وتربيتهم. اتجهوا أيضًا إلى التجانس بشكل أكبر مع ثقافة الاحتجاجات والعصيان المدني، واشتبكوا كثيرًا مع الشرطة في الاحتجاجات على الأسلحة النووية والطاقة النووية وإنشاء مدرج جديد (المدرج 18 غربًا) في مطار فرانكفورت. شعر البعض ممن تركوا الحزب وقتئذ بشعور مماثل تجاه بعض القضايا، ولكنهم لم يتفقوا مع أشكال الاحتجاج التي اشترك فيها أعضاء حزب الخضر.[بحاجة لمصدر]
بعد النجاح الجزئي في الانتخابات على مستوى الولايات، فاز الحزب بـ 27 مقعدًا بنسبة 5.7% من الأصوات في البوندستاغ، المجلس الأدنى من البرلمان الألماني، في الانتخابات الفيدرالية في عام 1983. كان نشر صواريخ بيرشينج 2 الباليستية متوسطة المدى والصواريخ الجوالة ذات الرؤوس النووية على أراضي ألمانيا الغربية من قِبل حلف الناتو من بين القضايا السياسية المهمة في وقتها ومن الأمور التي تسببت في معارضة قوية من العامة الذين وجدوا متنفسًا لهم في التظاهرات. تمكن الحزب الناشئ حديثًا من الاستفادة من تلك الحركة الجماهيرية في الحصول على الدعم. جزئيًا بسبب تأثير كارثة تشيرنوبيل في 1986، وبسبب الوعي المتزايد بشأن تهديدات تلوث الهواء والأمطار الحامضية على الغابات في ألمانيا (ظاهرة سقام الغابات)، ارتفع نصيب الخضر من الأصوات إلى 8.3% في الانتخابات الفيدرالية في 1987. في ذلك الوقت تقريبًا، برز يوشكا فيشر كقائد غير رسمي للحزب، والذي بقي كذلك حتى استقال من كافة المناصب القيادية بعد الانتخابات الفيدرالية عام 2005.
كان الخضر هدفًا لمحاولات الشرطة السرية لألمانيا الشرقية في تجنيد الأفراد المتعاونين الذين رغبوا في محاذاة الحزب مع الأجندة الخاصة بجمهورية ألمانيا الديمقراطية. شمل أعضاء الحزب العديد من السياسيين الذين اكتُشف لاحقًا أنهم كانوا عملاء للشتازي، ومن بينهم النائب في البوندستاغ دريك شنايدر، والنائب في البرلمان الأوروبي بريجيت هاينريش، ومحامي الدفاع الخاص بجماعة الجيش الأحمر كلاوس كروسانت. كان أيضًا السياسي التابع للخضر والنائب في البوندستاغ غيرت باستيان عضوًا مؤسسًا في جنرالات من أجل السلام، وهي مجموعة سلامية تأسست وتلقت التمويل من الشتازي، وهو الأمر الذي أدى الكشف عنه إلى انتحار باستيان بعد قتله لمؤسسة حزب الخضر بيترا كيلي. أشارت دراسة مفوضة للخضر بأن 15 إلى 20 عضوًا تعاونوا بحميمية مع الشتازي بينما كان ما بين 450 إلى 500 مخبرين.
حتى عام 1987، ضم الخضر مجموعة مؤيدة للتحرش الجنسي بالأطفال، SchwuP والتي تعني بالألمانية اختصارًا لـ«مجموعة عمل المثليين ومحبي الغلمان والمتحولين جنسيًا». بدأت تلك المجموعة حملة لإبطال المادة 176 من قانون العقوبات الألماني التي تختص بالتحرش الجنسي بالأطفال. كانت تلك المجموعة على خلاف مع الحزب نفسه، واعتبرت مسؤولة جزئيًا عن النتيجة السيئة في انتخابات 1985. ظهر ذلك الخلاف مرة أخرى في 2013، وأعلنت رئيسة الحزب كلاوديا روث أنها ترحب بتحقيق علمي مستقل بخصوص مدى تأثير النشطاء المتحرشين جنسيًا بالأطفال على الحزب في منتصف الثمانينيات. في نوفمبر 2014 قدم العالم السياسي فرانز والتر التقرير النهائي بخصوص بحثه في مؤتمر صحفي. 

### التسعينيات: إعادة توحيد ألمانيا وسقوط البرلمان في الغرب وتكون تحالف90/الخضر
في الانتخابات الاتحادية عام 1990، والتي أُقيمت بعد توحيد ألمانيا، لم يتخطى الخضر في الغرب حاجز الـ 5% المطلوب للحصول على المقاعد في البوندستاغ. كان ذلك فقط بسبب التعديل المؤقت على قانون الانتخابات الألمانية، وتطبيق «حاجز» الخمسة بالمائة بشكل منفصل في ألمانيا الشرقية والغربية، لذا لم يحصل الخضر على أية مقاعد في البرلمان. حدث ذلك في الولايات الألمانية الجديدة لأن الخضر، بمجهود مشترك مع تحالف 90، وهي مجموعة غير متجانسة من نشطاء الحقوق المدنية، تمكنوا من حصد أكثر من 5% من الأصوات. يُرجع بعض النقاد ذلك الأداء الضعيف إلى إحجام الحملة عن تقديم ما يرضي المزاج القومي السائد، وبدلًا من ذلك ركزوا على موضوعات مثل الاحتباس الحراري. كُتب على أحد المنشورات الدعائية بفخر «الجميع يتحدث عن ألمانيا؛ نحن نتحدث عن الطقس» وهو إعادة صياغة للشعار الشهير الخاص بالسكك الحديدية الفيدرالية الألمانية. عارض الحزب أيضًا التوحيد الوشيك الذي كان يمضي قدمًا، ولكنهم أرادوا بدأ نقاشات عن البيئة والقضايا النووية قبل التوحيد ما تسبب في تراجع الدعم في ألمانيا الغربية. بعد الانتخابات الفيدرالية في عام 1994، عاد الحزب المندمج إلى البوندستاغ وحصل الخضر على 7.3% من الأصوات على نطاق الدولة وحصلوا على 49 مقعدًا. 

## وصلات خارجية
- موقع الحزب الرسمي باللغة الألمانية